# El asesino (cuento de Ray Bradbury)
El asesino (título original en inglés: The Murderer) es un cuento del escritor estadounidense Ray Bradbury publicado originalmente en su antología de cuentos Las doradas manzanas del sol (1953) También aparece en Twice 22 (1966).

## Argumento
Un psiquiatra visita en su celda a Albert Brock, quien se acusa de ser un asesino. Son sus víctimas el teléfono, la radio, un intercomunicador. Cualquier aparato que haga ruido le molesta y acaba con ellos.

## Adaptación televisiva
El propio Bradbury adaptó el cuento para la serie de televisión The Ray Bradbury Theater. El episodio titulado The Murderer, emitido el 27 de julio de 1990, fue dirigido por Roger Tompkins y estuvo protagonizado por Bruce Weits, Cedric Smith y Donna Akersten.